# Опасная погоня
Опасная погоня — японский детектив, вышедший в прокат 11 февраля 1976 года.

## Сюжет
Инспектор полиции Ямура вызван в участок: молодая женщина опознала на улице грабителя, который украл у неё 200 000 иен и кольцо с бриллиантом. В задержанном грабителе Ямура с удивлением узнаёт своего друга, прокурора Мориоку. Приводят ещё одного потерпевшего, Ёкомити Кэйдзи, который утверждает, что Мориока отнял у него фотоаппарат. Мориока от всего отпирается. При обыске в квартире прокурора находятся похищенные деньги и вещи. Мориока понимает, что всё это подстроено. Он делает вид, что ему плохо, идет в ванную, захлопывает дверь и убегает через окно.
Несколько дней Мориока скитается в лесу, затем ему улыбается Фортуна. Он спасает от медведя Маюми — дочь Тономи, кандидата в губернаторы, богатого и влиятельного человека. В благодарность Тономи не выдаёт Мориоку властям.
В дальнейшем выясняется, что женщина-лжесвидетельница убита, а её муж Ёкомити Кейдзи исчез.
Прокурор начинает собственное расследование с целью вернуть себе доброе имя и наказать тех, кто его подставил.
Следы ведут в психиатрическую клинику, возглавляемую профессором Дото...

## В ролях
- Кэн Такакура (高仓健) — Прокурор Мориока Фуюто
- Ёсио Харада (原田 芳雄) — Ямура, инспектор полиции, друг Мориоки
- Куниэ Танака (田中 邦衛) — Ёкомити Кэйдзи
- Рёко Накано (中野 良子) — Маюми, дочь Тономи
- Ко Нисимура (西村 晃)
- Хироко Исаяма  (伊佐山ひろ子) — Ёкомити Каё
- Рё Икэбэ  (池部良)— прокурор Ито Мамору, шеф Мориоки
- Мицуко Байсё (倍賞美津子) — Ёкомити Кёко
- Хидеджи Отаки (大滝秀治) — Тонами Ёсинори
- Эйдзи Окада (岡田英次) — Дото Масаясу
- Такетоси Наито (内藤武敏) — Сакаи Ёсихиро
- Шинья Овада (大和田伸也) — Детектив Хосое
- Таппей Симокава (下川辰平) — Детектив Огава

## Релиз
Фильм в начале не имел коммерчесого успеха в Японии, но этот фильм был показан в СССР, а также в Китае, одним из первых зарубежных фильмов после Культурной революции. Этот фильм стал популярным в стране в то время наряду с фильмами «Вальтер защищает Сараево» и «Караван», также в Китае стал популярным и Кэн Такакура.
В советском прокате эпизод Маюми с Мориокой в пещере, где они занимаются сексом, был вырезан, также был вырезан фрагмент погони у метро и в гостинице, где Маюми предлагает себя Ямуре и полностью обнажается.